# Crystyle (EP)
Crystyle é o quinto EP (sétimo no geral) gravado pelo grupo feminino sul-coreano, CLC. Foi lançado em 17 de janeiro de 2017, pela Cube Entertainment e distribuído pela CJ E&M. "Hobgoblin" foi lançada como a faixa-título. Para promover o EP, o grupo se apresentou em vários programas de música sul-coreanos, incluindo Music Bank e Inkigayo. Um videoclipe para a faixa-título também foi lançado em 17 de janeiro.
O EP foi um sucesso comercial atingindo o 10º lugar no Gaon Album Chart e em 6º lugar no chart americano World Albums. O álbum vendeu 5.769 cópias físicas em fevereiro de 2017.

## Antecedentes e lançamento
Em 27 de dezembro de 2016, o CLC confirmou que lançaria um novo álbum em janeiro, com um conceito diferente da imagem existente do grupo. Também foi dito que o novo álbum delas pretendia mostrar uma imagem mais carismática, com um estilo hip-hop e chique. Em 4 de janeiro de 2017, o CLC lançou a arte do álbum para seu quinto EP intitulado "Crystyle", que seria lançado em 17 de janeiro de 2017. Em 10 de janeiro, o CLC divulgou as fotos conceituais de "Goblin".

## Single
A faixa-título do álbum "Hobgoblin" é uma canção de EDM escrita por Hyuna, Seo Jaewoo, Big Sancho e Son Youngjin, pessoas que já haviam trabalhado na música "Crazy" do grupo feminino 4Minute. A música e seu videoclipe foram lançados simultaneamente com o álbum.

## Desempenho comercial
Crystyle entrou em 10º lugar no Gaon Album Chart na edição de 15 a 21 de janeiro de 2017. Em sua segunda semana, o EP caiu para a 40ª posição. Em sua terceira semana, o EP subiu para a 28ª posição, saindo do chart na semana seguinte.
O EP vendeu 3.975 cópias físicas, ficando em 30º lugar no Gaon Album Chart para o mês de janeiro de 2017.
Nos EUA, o mini-álbum entrou em 6º lugar no World Albums na semana que termina em 4 de fevereiro de 2017. Em sua segunda semana, o EP caiu para a 10ª posição.

## Lista de músicas
| N.º            | Título                              | Letras                                   | Música                                             | Arranjo                            | Duração |  |
| 1.             | "Liar"                              | Big Sancho Yorkie                        | Devine Channel Holiday                             | Devine Channel Holiday             | 3:17    |  |
| 2.             | "Hobgoblin" (도깨비; Dokkaebi)      | Hyuna Seo Jaewoo Big Sancho Son Youngjin | Seo Jaewoo Big Sancho Son Yeongjin                 | Seo Jaewoo Big Sancho Son Yeongjin | 3:30    |  |
| 3.             | "Mistake"                           | Big Sancho Ferdy Jang Yeeun              | Big Sancho Ferdy Devine Channel                    | Big Sancho Ferdy                   | 3:08    |  |
| 4.             | "Meow Meow" (미유미유)              | Son Youngjin Jo Sungho                   | Son Youngjin Devine Channel Jo Sungho Geoff Earley | Son Youngjin Geoff Earley          | 3:18    |  |
| 5.             | "I Mean That" (말이야; Malliya)     | Son Youngjin Kang Dongha Jang Yeeun      | Son Youngjin Kang Dongha                           | Son Youngjin Kang Dongha           |         |  |
| 6.             | "Depression" (눈물병; Nunmulbyeong) | Son Youngjin Jo Sungho                   | Son Youngjin Jo Sungho                             | Son Youngjin Jo Sungho             | 3:27    |  |
| Duração total: | Duração total:                      | Duração total:                           | Duração total:                                     | Duração total:                     | 19:54   |  |

## Paradas musicais

### Paradas semanais
| Parada (2017)                       | Posição |
| ----------------------------------- | ------- |
| Coreia do Sul (Gaon Album Chart)    | 10      |
| Estados Unidos (World Albums Chart) | 6       |

### Paradas mensais
| Parada (2017)                    | Posição |
| -------------------------------- | ------- |
| Coreia do Sul (Gaon Album Chart) | 30      |

## Histórico de lançamento
| País          | Data                  | Formato             | Gravadora                 |
| ------------- | --------------------- | ------------------- | ------------------------- |
| Vários        | 17 de janeiro de 2017 | Download digital    | Cube Entertainment CJ E&M |
| Coreia do Sul | 17 de janeiro de 2017 | Download digital CD | Cube Entertainment CJ E&M |